# Dudley North, 3:e baron North
Dudley North, 3:e baron North, född 1581, död 1666, var en engelsk lord, brorsons son till sir Thomas North, far till Dudley North, 4:e baron North och farfar till nationalekonomen sir Dudley North.
Lord North gjorde sig 1606 bekant som upptäckare av hälsokällorna vid Tunbridge wells, var under inbördeskriget en av parlamentspartiets ivrigaste anhängare i överhuset och utgav 1645 dikt- och essäsamlingen A forest of varieties.